# Érotique (film)
Pour plus de détails, voir Fiche technique et Distribution.
Érotique est un film américano-germano-brésilo-hongkongais en quatre parties, réalisé par Lizzie Borden, Clara Law, Ana Maria Magalhães et Monika Treut, sorti en 1994.

## Synopsis
Ce film a de 3 épisodes a Los Angeles, Amburgo et Hong Kong.

## Fiche technique
- Titre français : Érotique
- Titre original : Erotique
- Réalisation :
  - Lizzie Borden (segment "Let's Talk About Love")
  - Clara Law (segment "Wonton Soup")
  - Ana Maria Magalhães (segment "Final Call")
  - Monika Treut (segment "Taboo Parlor")
- Scénario :
  - Lizzie Borden et Susie Bright (segment "Let's Talk About Love")
  - Eddie Ling-Ching Fong (segment "Wonton Soup")
  - Eloí Calage et Ana Maria Magalhães (segment "Final Call")
  - Monika Treut (segment "Taboo Parlor")
- Sociétés de production : Group 1 Film Company, Nova Era Produções de Arte, RTTW, Race the Wild Wind Inc., Tedpoly Films, Trigon Film
- Pays d'origine :  États-Unis  Allemagne  Brésil  Hong Kong
- langues d'origine : anglais américain, cantonais, français, portugais
- Format : Couleurs
- Genre : Drame
- Durée : 2 h
- Dates de sortie :
  -  Pays-Bas : janvier 1994 (International Film Festival Rotterdam)
  -  Allemagne : juin 1994 (Munich Film Festival)
  -  États-Unis : juin 1994 (San Francisco Frameline Film Festival)
  -  Canada : 12 septembre 1994 (Toronto International Film Festival)
  -  Finlande : 30 septembre 1994
  -  Suède : novembre 1994 (Stockholm International Film Festival)
  -  Royaume-Uni : mars 1996
  -  Turquie : 19 avril 1996
  -  Australie : 16 mai 1996
  -  Corée du Sud : 31 mai 1997
  -  Argentine : 3 novembre 1997
  -  Italie : 28 août 1998

## Distribution
segment "Let's Talk About Love"
- Kayla Allen : Phone Worker ()
- Sunshine Bainbridge : Phone Worker
- Michelle Clunie : Slave #1
- Bryan Cranston : Dr. Robert Stern
- Liane Curtis (en) : Murphy
- Wade Dominguez : Dream Sequence Lover
- Janet Haley : Older Phone Worker
- Robert Kotecki : Casting Agent
- Kamala Lopez (en) : Rosie
- Dianna Miranda : Renée
- Tairrie B. Murphy : Slave #2
- Buckley Norris : Casting Agent
- Ron Orbach : Boss
- Ray Oriel : Boyfriend
- Ron Ray : Casting Agent

segment "Wonton Soup"
- Hark-Kin Choi : Uncle
- Tim Lounibos : Adrian
- Hayley Man : Ann

segment "Final Call"
- Guilherme Leme (en)
- Claudia Ohana
- Tonico Pereira

segment "Taboo Parlor"
- Priscilla Barnes : Claire
- Michael Carr : Victor
- Peter Kern : Franz
- Marianne Sägebrecht : Hilde
- Camilla Søeberg (en) : Jukia
- Tanita Tikaram